# ۴ ژوئیه
۴ ژوئیه صد و هشتاد و پنجمین (در سال‌های کبیسه صد و هشتاد و ششمین) روز سال در گاه‌شماری میلادی است. ۱۸۰ روز تا پایان سال باقی‌است.

## رویدادها
- ۱۷۷۶ - با تأیید اعلامیه استقلال توسط کنگره قاره‌ای، سیزده مستعمره‌نشین آمریکای شمالی با عنوان ایالات متحده آمریکا رسماً از بریتانیا مستقل شد.
- ۱۹۴۱ - جنگ جهانی دوم - عملیات بارباروسا: اوستروف در شمال روسیه، به تصرف نیروهای آلمانی درآمد.
- ۱۹۴۲ - جنگ جهانی دوم: محاصره ۲۵۰ روزه سواستوپول با پیروزی قوای محور به پایان رسید.
- ۱۹۴۳ - در اثر سقوط یک هواگرد بی-۲۴ نیروی هوایی بریتانیا در جبل‌الطارق، ۱۶ تن از جمله ووادیسواف سیکورسکی، نخست‌وزیر دولت در تبعید لهستان کشته شدند.
- ۱۹۴۶ - دانشگاه آنکارا به عنوان نخستین مرکز آموزش عالی در ترکیه توسط مصطفی کمال آتاترک تأسیس شد.
- ۱۹۴۶ - فیلیپین پس از ۳۸۰ سال حاکمیت تقریباً بی‌وقفه قدرت‌های مختلف غربی، به‌طور کامل از ایالات متحده مستقل شد.
- ۱۹۷۶ - کوماندوهای اسرائیلی در عملیات انتبه همه افراد گروگان گرفته شده جز چهار نفر آن‌ها را از گروگان مبارزان فلسطینی، در فرودگاه انتبه اوگاندا خارج کردند.
- ۱۹۹۴ - با تصرف کیگالی، پایتخت رواندا توسط قوای جبهه وطن‌پرست رواند نسل‌کشی رواندا به پایان رسید.
- ۲۰۰۵ - فضاپیمای برخورد ژرف به‌طور موفقیت‌آمیز با هسته دنباله‌دار برخورد کرد.
- ۲۰۱۲ - سازمان اروپایی پژوهش‌های هسته‌ای (سرن) اعلام کرد بوزون هیگز معروف به ذره خدا را برای اولین بار مشاهده کرده‌است.
- ۲۰۱۶ - فضاپیمای جونو ناسا در مدار قطبی سیاره مشتری قرار گرفت.

## زادروزها
- ۱۷۹۹ - اسکار یکم، پادشاه سوئد و نروژ
- ۱۸۷۲ - کالوین کولیج، سی امین رئیس‌جمهور ایالات متحده

## درگذشت‌ها
- ۱۸۳۱ - جیمز مونرو، پنجمین رئیس‌جمهور ایالات متحده
- ۱۸۸۸ - تئودور اشتورم، نویسنده
- ۱۹۵۴ - صبحی الخضراء، سیاستمدار، نظامی و وکیل فلسطینی.[۱]
- ۱۹۹۵ - باب راس، نقاش، معلم هنر و مجری تلویزیون آمریکایی
- ۲۰۱۰ - محمدحسین فضل‌الله، مرجع تقلید شیعه و یکی از رهبران حزب‌الله لبنان

## مناسبت‌ها
- روز استقلال در کشور ایالات متحده